# Docosaccus maculatus
Docosaccus maculatus — вид шестипроменевих губок з родини Euplectellidae ряду Lyssacinosida.

## Поширення
Вид поширений на північному сході Тихого океану біля узбережжя США. Глибоководний вид. Типовий зразок виявлений за 200 км західніше Каліфорнії на глибині 3950 м.